# Сандра Колаковић
Сандра Колаковић (24. август 1970, Шабац) је бивша српска рукометашица и садашњи рукометни тренер. Ћерка је прослављеног рукометаша Петра Фајфрића. Са рукометном репрезентацијом СР Југославије освојила је бронзану медаљу на Светском првенству 2001. Играла је за Будућност из Подгорице, љубљански Крим...
Као селектор водила је репрезентацију Србије на Европском првенству 2006. године.
Удата је за одбојкашког тренера из Црне Горе Игора Колаковића.